# Pneumatische accumulator
Een pneumatische accumulator is een drukvat voor perslucht dat dient om de druk in een totaal pneumatisch systeem stabiel te maken. Tegenwoordig wordt in afgesloten systemen steeds vaker gebruikgemaakt van puur stikstofgas onder druk.
De afgifte van perslucht kan nogal plotseling en heftig zijn, maar ook de compressor geeft stoten. Enige stabilisatie is daarom vaak wenselijk.
Vanwege het samenpersen verwarmt de ingelaten lucht, maar eenmaal in het drukvat koelt deze weer af. Door de grote oppervlakte van het drukvat, gaat een deel van het in de lucht aanwezige vocht condenseren. Dit kan dan worden afgevoerd. In grote systemen wordt daarom tussen compressor en accumulator regelmatig een nakoeler geplaatst met waterafvoer.